# Alice Lavigne
Pour les articles homonymes, voir Lavigne.
Alice Lavigne, née Julie Gabriel Bourgogne le 12 novembre 1854 à Paris, où elle est morte le 16 décembre 1909, est une comédienne comique et artiste lyrique française.

## Biographie
Orpheline, elle est hébergée à la pension Verteuil à Passy. À douze ans, elle débute à Montmartre chez Chotel, dans La Tour de Nesle comme figurante et aux Folies-Marigny, dirigées par Montrouge,.
Elle débute en décembre 1869 à Namur, dans un petit café-concert, où elle chante pendant six mois. Le directeur du théâtre de Namur lui propose un engagement à l'Alhambra de Bruxelles en 1870 où elle joue le page Oculi dans l'opéra féerie Cendrillon de Nicolas Isouard et dans La Chatte blanche.
En 1871, elle trouve un engagement au Théâtre du Château d'Eau pour jouer une féerie, La Queue du chat de Clairville et Gaston Marot, dans le rôle d'une petite paysanne. Elle joue ensuite au Théâtre-Français de Bordeaux pendant six mois, en 1872, sous la direction d'Alphonse Varney, elle joue dans Le Père de la débutante, puis au Théâtre de l'Ouest, à Bordeaux enfin aux Folies-Bordelaises jusqu'en 1873.
Arnaud, directeur du Théâtre de Rio de Janeiro, lui fait signer un engagement où elle chante Giroflé-Girofla, La Fille de madame Angot, La Grande-duchesse de Gérolstein, dans le rôle de Wanda, Madame l'archiduc, dans le rôle de Fortunato... Elle remporte son premier grand succès dans Le Gamin de Paris. Elle attrape la variole en 1874 et reste cinq mois sans trouver d'engagement. Elle part à Rio de Janeiro sous la direction de Mme Philippe comme danseuse. Elle joue dans La Chatte blanche le rôle de la mère Chiendent et danse dans le ballet. Après des tournées en Amérique du Sud jusqu'en 1877, elle revient à Paris. Montrouge l'appelle à l'Athénée et la fait débuter dans Babel-revue où le directeur du Palais-Royal la remarque.
Alice Lavigne débute au Palais-Royal, le 13 septembre 1879 dans La Revue trop tôt de Paul Siraudin et Raoul Toché, puis dans La Famille de Georges Boyer. À ses débuts, elle est spécialisée dans les emplois de soubrettes excentriques, puis joue les demi-mondaines. Elle crée des rôles dans le Mari à Babette, la Brebis égarée, le Truc d'Arthur, Ma Camarade, LeTrain de Plaisir, Les Petites Godin, les Noces d'un réserviste, le Baron de Carabasse, la Perche, la Briguedondaine, le rôle de Gotte, dans Gotte. Durand et Durand, le Club des pannés, les Joyeusetés de l'année, les Miettes de l'année, un Prix Montyon, les Joies de la paternité, Monsieur l'abbé, les Joies du Foyer, Le Dindon, Chéri. Dotée d'une voix singulière, elle produit des effets comiques irrésistibles, la presse la surnomme un «Lassouche en jupons »   
Alice Lavigne perd la vue et se retire de la scène à 41 ans, après une représentation à son bénéfice, le 21 avril 1898 au théâtre du Vaudeville, avec la participation de Félix Galipeaux, Réjane, Coquelin, Sarah Bernhardt et se retire à Lavacourt.

## Vie privée
Alice Lavigne est une passionnée de sport hippique et de paris.
En juillet 1884, elle épouse un jockey, John Pettet,.
Sa fille cadette Marguerite Lavigne est aussi comédienne.

## Création
Au théâtre des Variétés
- 1875 : La Guigne, comédie-vaudeville d'Eugène Labiche, Eugène Leterrier et Albert Vanloo, rôle de Sidonie, 27 août.
- 1876 : Le roi dort, féerie-vaudeville d'Eugène Labiche et Alfred Delacour, rôle de Zilly, 31 mars.

Au théâtre du Palais-Royal
- 1881 : Le Mari à Babette, d'Henri Meilhac et Philippe Gille, rôle de Joséphine, 31 décembre[15]
- 1882 : Le Truc d'Arthur, d'Henri Chivot et Alfred Duru[16],
- 1883 : Ma camarade, d'Henri Meilhac et Philippe Gille, rôle de Sidonie, 9 octobre[17].
- 1884 : Le train de plaisir, vaudeville d'Alfred Hennequin, Albert de Saint-Albin et Arnold Mortier, rôle d'Agathe, 1er avril[18].
- 1884 : Les Petites Godin, vaudeville de Maurice Ordonneau, rôle de Céleste, le 2 octobre[19].
- 1885 :  Cherchons Papa, vaudeville de Victor Bernard et Maurice Ordonneau, rôle d'Eléonore, 24 avril[20].
- 1887 : Franc-Chignon, de William Busnach[21].
- 1887 : Durand et Durand, comédie-vaudeville de Maurice Ordonneau, le 18 mars[22].
- 1891 : Monsieur l'abbé, comédie d'Henri Meilhac et Albert de Saint-Albin, le 18 novembre[23].
- 1894 : Les Ricochets de l’amour, d’Albin Valabrègue et Maurice Hennequin, rôle de Joséphine, 27 février[24].
- 1895 : Le Remplaçant, comédie de William Busnach et Georges Duval[25].
- 1896 : Le Dindon de Georges Feydeau, rôle de Maggy Soldignac, 8 février.